# Liste der Stolpersteine in Glückstadt
Die Liste der Stolpersteine in Glückstadt enthält alle Stolpersteine, die im Rahmen des gleichnamigen Kunst-Projekts von Gunter Demnig in der Stadt Glückstadt verlegt wurden. Mit ihnen soll an Opfer des Nationalsozialismus erinnert werden, die in der Gemeinde lebten und wirkten.
Die Steine wurden im Februar 2021 verlegt.
| Adresse              | Person                | Inschrift                                                                                                | Bild                                   |
| -------------------- | --------------------- | --- | -------------------------------------- |
| Schlachterstraße 3 · | Paula ‚Pauline‘ Meyer | Hier wohnte Paula ‚Pauline‘ Meyer geb. Israel Jg. 1860 deportiert 1942 Theresienstadt ermordet 18.8.1942 | Stolperstein für Paula ‚Pauline‘ Meyer |
| Schlachterstraße 6 · | Lea Laura Selcke      | Hier wohnte Lea Laura Selcke Jg. 1869 deportiert 1942 Theresienstadt ermordet in Treblinka               | Stolperstein für Lea Laura Selcke      |
| Schlachterstraße 7 · | Magda Levy            | Hier wohnte Magda Levy Jg. 1879 deportiert 1941 Riga-Jungfernhof ermordet                                | Stolperstein für Magda Levy            |